# Stevanovič
Stevanovič je priimek več znanih Slovencev:
- Dalibor Stevanovič (*1984), nogometaš
- Dejan Stevanovič (*1976), kanuist na divjih vodah